# Shogakukan

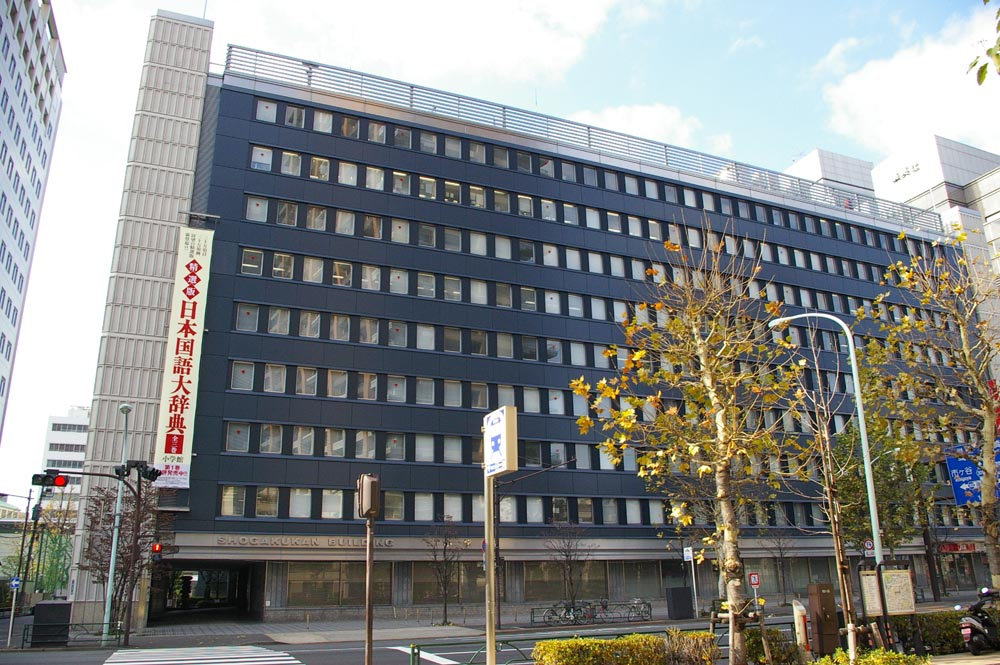
Prédio da Shogakukan

Shogakukan (小学館) é uma editora japonesa de dicionários, literatura, não-ficção, mangá, DVD’s, e outras mídias no Japão. 
Shogakukan fundou a editora Shueisha, que fundou a editora Hakusensha. São três companhias distintas, mas que juntas formam o grupo Hitotsubashi, uma das maiores editoras do Japão.

## Lista de revistas de moda publicada pela Shogakukan
- CanCam

## Lista de revistas de mangá publicada pela Shogakukan
- Shonen Sunday (shonen)
- Ciao (shojo)
- Big Comic (seinen)
- Big Comic Original (seinen)
- Big Comic Superior (seinen)
- Big Comic Spirits (seinen)
- Big Comic Business (seinen)
- IKKI (seinen)
- CoroCoro Comic (kodomo)
- Bessatu CoroCoro Comic (kodomo)
- Shōnen Sunday S (shonen)
- Weekly Young Sunday (seinen)
- Monthly Sunday GX (shonen)
- Shojo Comic (shojo)
- Cheese! (shojo)
- Betsucomi (shojo)
- Petit Comic (josei)
- Flowers (josei)
- Judy (josei)
- Pochette (shojo)

## Lista de mangás publicado pela Shogakukan
- Bakusō Kyōdai Let's & Go!!
- Cheeky Angel
- Detective Conan
- Doraemon
- Firefighter - Daigo of Company M
- Flame of Recca
- Getter Robo
- Ghost Warrior
- Ge Ge Ge no Kitaro
- H2 (manga)
- InuYasha
- Kamen no ninja Akakage
- Katteni Kaizou
- KATSU!
- Kekkaishi
- Kikaider
- Kimi no Kakera
- Konjiki no Gash Bell!
- Kyou Kara Ore Wa!!
- Magi
- Mai the Psychic Girl
- MAJOR
- MÄR
- Mermaid Forest
- Mermaid's Gaze
- Midori no Hibi (Midori's Days)
- Mobile Police Patlabor
- Mob Psycho 100
- Niji Iro Togarashi
- Ogre Slayer
- Orochi: Blood
- Mobile Police Patlabor
- Project ARMS
- Ranma ½
- Sanctuary (mangá)
- Spriggan
- Touch (manga)
- Ueki no Housoku
- YAIBA
- Yakitate!! Japan
- Zeni Geba
- Pokémon Adventures
- Gin no Saji (Silver Spoon)